# Projeto West Ford

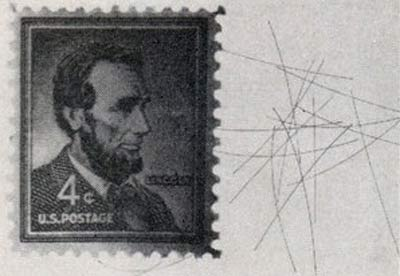
Agulhas do projeto West Ford comparadas a um selo

O Projecto West Ford (também conhecido como Westford Needles e Project Needles ) foi um teste realizado pelo Laboratório Lincoln do Massachusetts Institute of Technology em nome dos militares dos Estados Unidos em 1961 e 1963 para criar uma ionosfera artificial acima da Terra. Isso foi feito para solucionar uma grande fraqueza identificada nas comunicações militares.

## História

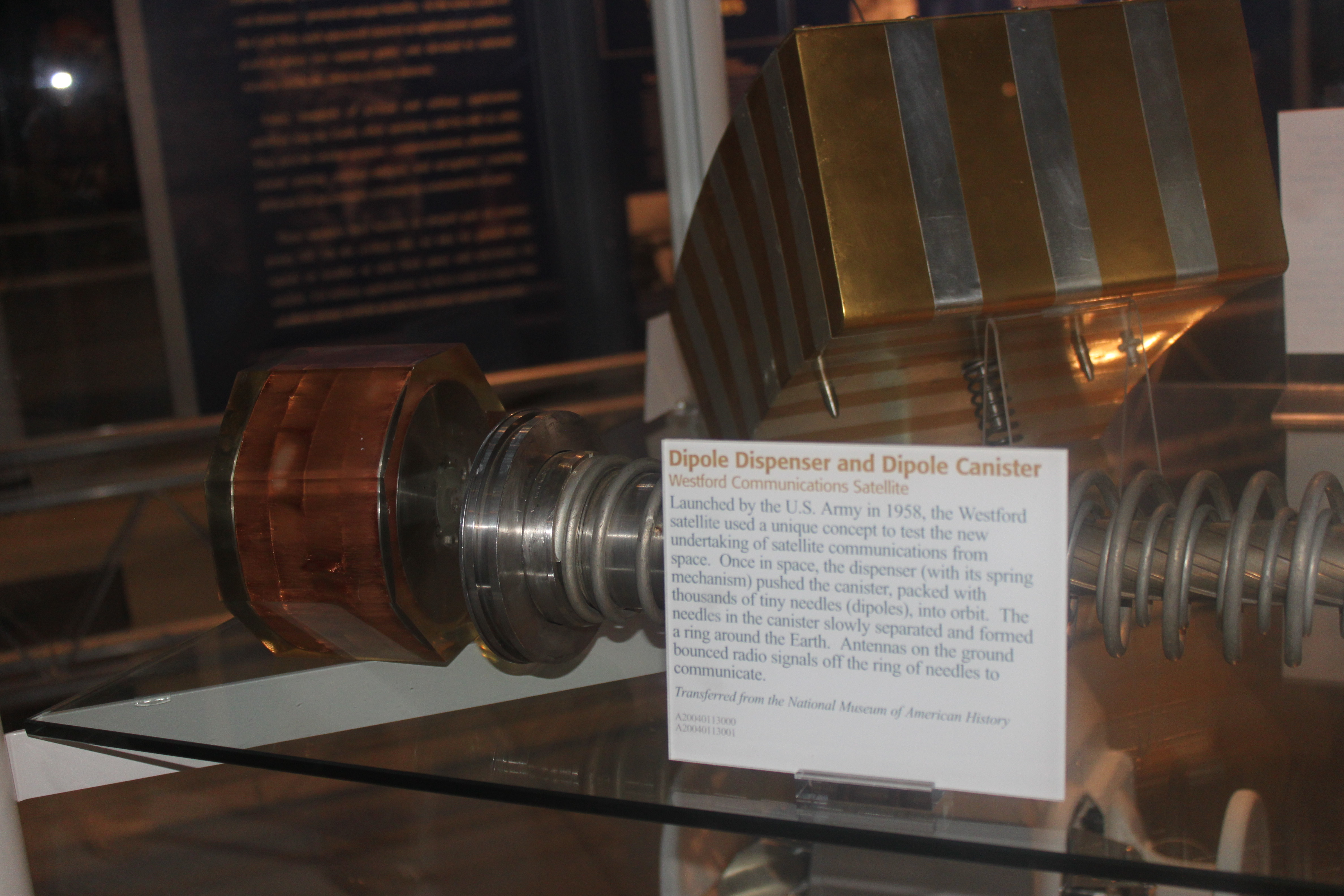
Exposição de satélite de Westford no Steven F. Udvar-Hazy Center

No auge da Guerra Fria, todas as comunicações internacionais eram enviadas por cabos de comunicação submarinos ou ricocheteadas na ionosfera natural. Os militares dos Estados Unidos temiam que os soviéticos cortassem esses cabos, forçando a imprevisível ionosfera a ser o único meio de comunicação com as forças ultramarinas.
Para mitigar a ameaça potencial, um anel de 480.000.000 antenas dipolo de cobre (agulhas que tinham 1.78 cm (0.70 in) comprimento e 25.4 µm (1.00 thou) [1961] ou 17.8 µm (0.70 thou) [1963] de diâmetro) foram colocados em órbita para facilitar a comunicação de rádio global. O comprimento foi escolhido porque era a metade do comprimento de onda do sinal de 8 GHz usado no estudo. Os dipolos coletivamente forneceram suporte passivo ao prato parabólico do Projecto Westford (localizado na cidade de Westford ) para comunicar com locais distantes. Walter E. Morrow iniciou o Projeto Needles no MIT Lincoln Laboratory em 1958.
Uma primeira tentativa foi lançada em 21 de outubro de 1961, durante a qual as agulhas não se dispersaram. O projeto acabou tendo sucesso com o lançamento em 9 de maio de 1963, com transmissões de rádio transportadas pelo anel feito pelo homem. No entanto, a tecnologia acabou sendo engavetada, em parte devido ao desenvolvimento do moderno satélite de comunicações e em parte devido a protestos de outros cientistas.
As agulhas foram colocadas na órbita média da Terra a uma altitude entre 3,500 and 3,800 km (2,200–2,400 mi) em inclinações de 96 e 87 graus. Eles contribuíram para os detritos espaciais da Terra.
Rádio astrônomos britânicos, junto com astrônomos ópticos e a Royal Astronomical Society, protestaram contra a ação. O jornal soviético Pravda também se juntou aos protestos sob o título "E.U.A Sujam o Espaço".
A questão foi levantada nas Nações Unidas, onde o então embaixador dos Estados Unidos nas Nações Unidas, Adlai Stevenson, defendeu o projeto.
Stevenson estudou os artigos de jornal publicados sobre o Projecto West Ford. Usando o que aprendeu sobre o assunto e citando os artigos que leu, ele dissipou com sucesso os temores exibidos pela vasta maioria dos embaixadores da ONU de outros países. Ele e os artigos explicaram que a pressão da luz solar faria com que os dipolos permanecessem em órbita por um curto período de aproximadamente três anos. O protesto internacional acabou resultando em uma cláusula de consulta incluída no Tratado do Espaço Exterior de 1967.
Cinquenta anos depois, em 2013, alguns dos dipolos que não haviam sido implantados corretamente ainda permaneciam em grupos, contribuindo com uma pequena quantidade de detritos orbitais rastreados pelo Escritório do Programa de Detritos Orbitais da NASA. Seus números têm diminuído ao longo do tempo, pois ocasionalmente voltam a entrar. Desde março de 2020, 36 aglomerados de agulhas ainda estavam em órbita.

## Lançamentos
| Satélite      | Data       | Local de lançamento | Veículo de lançamento | Lançado em conjunto com        |
| ------------- | ---------- | ------------------- | --------------------- | ------------------------------ |
| Westford 1    | 21-10-1961 | Va LC-1-2           | Atlas-LV3 Agena-B     | MiDAS 4                        |
| Westford-Drag | 09-04-1962 | Va LC-1-2           | Atlas-LV3 Agena-B     | MiDAS 5                        |
| Westford 2    | 09-05-1963 | Va LC-1-2           | Atlas-LV3 Agena-B     | MiDAS 6, Traço 1, TRS 5, TRS 6 |